# Fiica lui Ryan
Fiica lui Ryan (titlul original: în engleză Ryan's Daughter) este un film dramatic britanic, realizat în 1970 de regizorul David Lean, o adaptare liberă după romanul scriitorului Gustave Flaubert, Madame Bovary și spune povestea lui Rosy Ryan din satul (fictiv) Kirrary din sud-vestul Irlandei, în contextul răscoalei irlandeze din 1916. Filmările au fost făcute în Peninsula-Dingle din Irlanda.
Protagoniștii fimului sunt actorii Robert Mitchum, Sarah Miles, Trevor Howard și John Mills. 

## Conținut
Tom Ryan deține singura cârciumă din mica localitate de pe coasta sud-vesică a Irlandei. Este anul 1916 iar șomajul și sărăcia domnesc în sat. Locuitorii se țin fidel de credința lor catolică și au o ură înverșunată împotriva britanicilor. Rosy Ryan, fiica drăguță a cârciumarului, visează la o viață mai bună. Este îndrăgostită de fostul ei învățător Charles Shaughnessy care tocmai se înapoiase din Dublinul răzvrătit. Simpaticul văduv reacționează măgulit la sentimentele ei, dar are reținere la o relație cu Rosy care era mult mai tânără. Fata reușește totuși să se impună, iar cei doi se căsătoresc. Însă speranțele lui Rosy rămân în căsnicie neîmplinite. Charles se ocupă în felul său de tânăra sa soție, însă dragostea și viața de zi cu zi în modesta locuință de învățător, rămân departe de așteptările romantice ale ei. Întrevede o schimbare, atunci când îl cunoaște pe tânărul maior Randolph Doryan, noul comandant al garnizoanei britanice din apropiere... 

## Distribuție
- Robert Mitchum – Charles Shaughnessy
- Sarah Miles – Rosy Ryan
- Trevor Howard – pastorul Collins
- Christopher Jones – maiorul Randolph Doryan
- John Mills – Michael
- Leo McKern – Thomas Ryan
- Barry Foster – Tim O'Leary
- Marie Kean – domnișora McCardle
- Arthur O'Sullivan – domnul McCardle
- Evin Crowley – Maureen Cassidy
- Douglas Sheldon – șoferul
- Gerald Sim – comandantul
- Barry Jackson – caporalul
- Des Keogh – Lanky
- Niall Toibin – O'Keefe
- Philip O'Flynn – Paddy
- Donal Neligan – micuța prietenă a lui Maureen
- Brian O'Higgins – polițistul O'Connor
- Niall O'Brien – Bernard
- Owen Sullivan – Joseph
- Julian Holloway – vocea din off a lui Randolph Doryn
- Emmet Bergin – Sean (nemenționat)
- May Cluskey – comerciantul (nemenționat)
- Annie D'Alton – o doamnă (nemenționat)
- Pat Layde – un polițist (nemenționat)
- Ed O'Callaghan – Bernard (nemenționat)

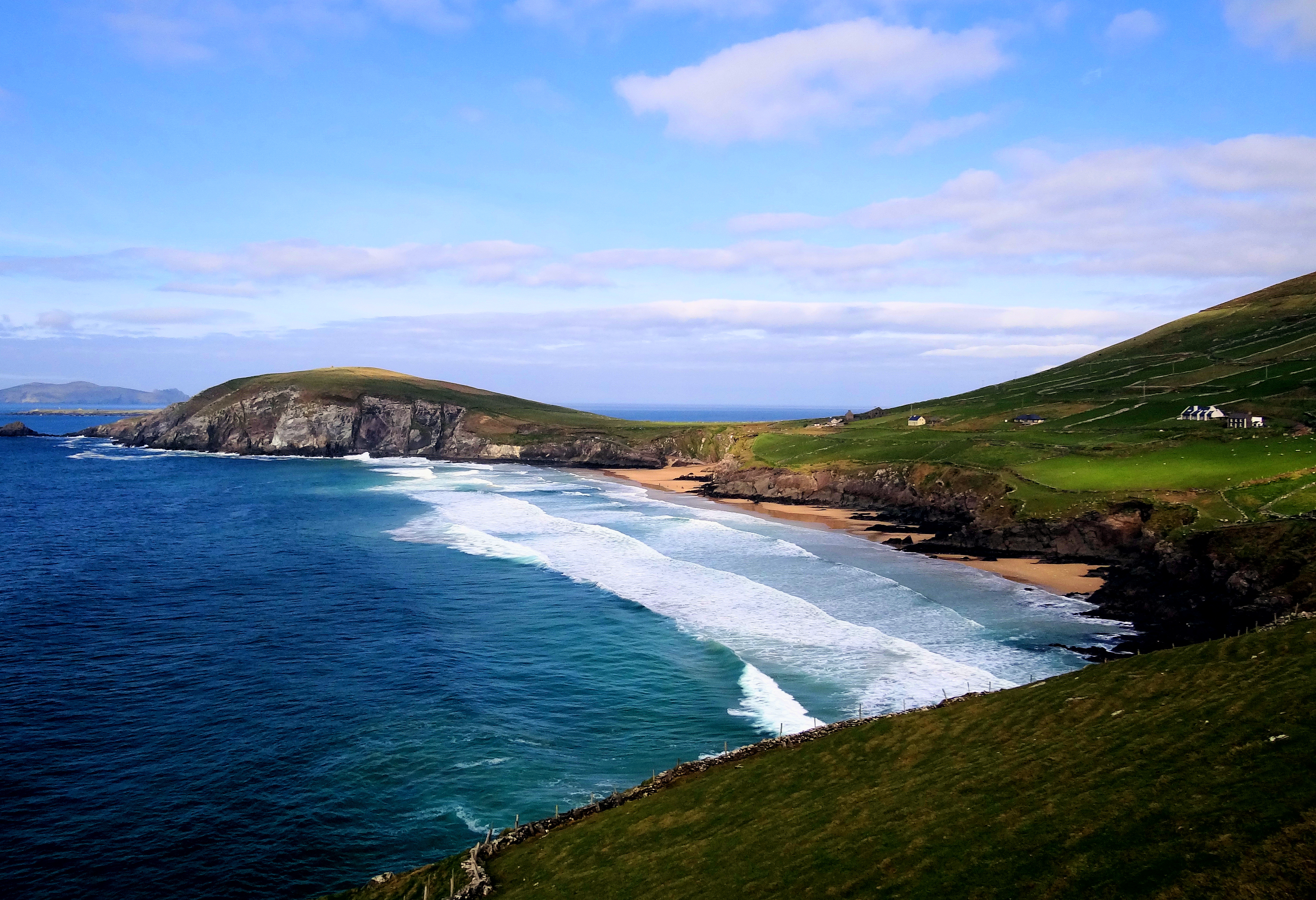
Plaja peninsulei Dingle din Irlanda, locul de acțiune al filmului Fiica lui Ryan

## Premii și nominalizări
- 1971: Globul de Aur pentru cel mai bun actor în rol secundar (John Mills)
- 1971: nominalizare la Globul de Aurcel mai bun actor în rol secundar (Trevor Howard)
- 1971: Oscar pentru cel mai bun actor în rol secundar (John Mills)
- 1971: Oscar pentru cea mai bună imagine
- 1971: nominalizare la Oscar la categoria cea mai bună actriță (Sarah Miles)
- 1971: nominalizare la Oscar la categoria cel mai bun mixaj sonor
- 1971: David di Donatello pentru cel mai bun film străin

## De reținut
După Podul de pe râul Kwai, Lawrence al Arabiei și Doctor Jivago, Fiica lui Ryan a fost a patra epopee a lui David Lean. Filmul a primit numeroase recenzii negative, dar în final a câștigat două Oscaruri. Se crede că reacțiile negative l-au determinat pe Lean să înceteze filmările timp de paisprezece ani, până la filmul Călătorie în India (1984). Astăzi, criticii vorbesc despre acest film ca de o capodoperă trecută cu vederea.